# (1331) Solvejg
(1331) Solvejg ist ein Asteroid des Hauptgürtels, der am 25. August 1933 vom russischen Astronomen Grigori Nikolajewitsch Neuimin in Simejis entdeckt wurde.
Der Name des Asteroiden ist von einer Figur aus dem Drama Peer Gynt von Henrik Ibsen abgeleitet.